# マイケル・クロフォード
マイケル・クロフォード（Michael Crawford, 1942年1月19日 - ）は、イギリスのソールズベリー出身の歌手、俳優。大英帝国勲章（CBE）受章者。

## 生い立ち
1942年1月19日、ソールズベリーに産まれる。出生時の名前は、マイケル・パトリック・スミス (Michael Patrick Smith)。
クロフォードは、母ドリス·アグネス・メアリー·パイクとドリスの両親、そしてクロフォードが「緊密なローマカトリック・ファミリー」と呼ぶエディス・キャスリーン（旧姓オキーフ）に育てられた。母ドリスの母方の祖母はカウンティ・ロンドンデリー産まれで99歳まで生きていた。
母ドリスの最初の夫アーサー・ダンベル “スマッジ”・スミス（(Arthur Dumbell "Smudge" Smith、1917年（1918年説有り）- 1940年9月6日）はイギリス空軍パイロットであり、新婚1年に満たないうちにバトル・オブ・ブリテンに参戦し戦死した。アーサーが戦死した16か月後にクロフォードは産まれており、血縁は無いが、アーサーの姓を与えられている。
クロフォードと母ドリス、母方の祖父母と共に戦争中ウィルトシャー州の陸軍キャンプ、シェピー島で暮らしている。そこでクロフォードは聖ミカエル・カソリックスクールに通っている。
戦後、母ドリスはライオネル・デニス “デン”・イングラム（Lionel Dennis "Den" Ingram）と再婚し、ロンドンへと転居した。クロフォードもマイケル・イングラムと姓が変わり、ロンドンのオーク フィールド小学校へ通うことになる。しかし、母ドリスの再婚は、穏やかではなく虐待もあったとクロフォード自身は語っている。母ドリスは44歳で急性膵炎により亡くなった。母の死後、クロフォードはミュージックホールの人気コメディアン、女優のマリー・ケンドール率いる演劇集団に参加する。

## 経歴
クロフォードが最初に舞台に立ったのは、ロンドンのブリクストンシティホールで公演された『オペラを作ろう』（1949年、ベンジャミン・ブリテン作「小さな煙突掃除」より）のサミー役としてである。大きな評価を得ることはなかったが、ボーイソプラノ担当としてデヴィッド・ヘミングスと交互にベンジャミン・ブリテンの歌劇にいくつか出演している。中でも『ノアの洪水』（1957年、ベンジャミン・ブリテン作）のジャフェット役はクロフォード自身が真剣に俳優になることの転機となったと回想している。演劇グループの子供たちの中にクロフォード姓の者がおり、イングラム姓から名前を変更することになった。
クロフォードは次第にレパートリーを増やして行き、アンドレ・ビラボー作『Head of the Family』、ニール・サイモン作『カム・ブロー・ユア・ホーン』、バーナード・コップス作『Change for the Angel』、フランシス・スワン作『Out of the Frying Pan』に出演。ウィリアム・シェイクスピア『ジュリアス・シーザー』『十二夜』、オスカー・ワイルド『真面目が肝心』『The Striplings』『The Move After Checkmate』といった舞台に出演した。
こういった舞台出演と同時に、クロフォードはBBCラジオ放送やBBCテレビ放送のソープオペラにも数多く出演。フランシス・ドレークを描いたテレビドラマシリーズ『キャプテン・ドレーク』（The Adventures of Sir Francis Drake、1961年-1962年）にもキャビンボーイのジョン・ドレーク役として出演するなど、子役として多くの舞台、番組、映画に出演している。
19歳のときにはスティーブ・マックイーン主演の『戦う翼』（1962年）に出演。

### 2000年代以降
2002年から2003年、ミュージカル『ダンス・オブ・ヴァンパイア』クロロック伯爵役で再びブロードウェイの舞台に出演した。2004年9月、ロンドンにあるパレス劇場でアンドルー・ロイド・ウェバーの『ウーマン・イン・ホワイト』の病的に肥満のフォスコ伯爵オリジナル・キャストとなった。しかし3ヶ月後、巨大な肉襦袢による脱水症状で体調を崩し降板せねばならなかった。数ヶ月間療養したが、ブロードウェイに移行した際も復帰することはなかった。ウイルス感染後の慢性疲労症候群にかかり、6ヶ月間衰弱状態となった。
オーストラリアに住む娘や家族の近くとなるニュージーランドに転居し、徐々に回復に向かっていった。
2006年、ブロードウェイにあるマジェスティック・シアターにて『オペラ座の怪人』が『キャッツ』を抜いてブロードウェイ史上最長ロングラン公演となったことを祝し、ガラ公演に出席した。クロフォードは大喜びで、観客席で観劇したのは生まれて初めてだと語った。
2010年10月23日、ロンドンにて『オペラ座の怪人』1万回上演記念に作曲家ウェバーと共に出席した。クロフォードは24年前の初演時を振り返り、ウェバーと共にスペシャル・ケーキを贈呈した。
2011年2月、ロンドン・パラディウムにてウェバーとティム・ライスによるミュージカル『オズの魔法使い』に魔法使い役オリジナル・キャストとしてプレビュー公演に出演し、3月1日に正式に開幕した。2011年8月14日、テレビ番組『ディス・モーニング・サンデー』にて『オズの魔法使い』に残り6ヶ月の出演を契約したことを明らかにした。2012年2月5日、ドロシー役オリジナル・キャストのダニエル・ホープと共に降板した。2月14日からラッセル・グラントが後継した。
2011年10月2日、ロイヤル・アルバート・ホールにて『オペラ座の怪人』25周年記念公演のフィナーレに特別に出演した。クリスティーヌ役オリジナル・キャストのサラ・ブライトマンも出演したが、クロフォードは『オズの魔法使い』昼公演に出演した直後であり歌の披露はなかった。
2016年2月、BBCはチャリティ・イベントの一環として1973年に放送していた『Some Mothers Do 'Ave 'Em 』の1回限りのスペシャル番組を制作し、クロフォードとミシェル・ドトリスが再共演することを発表した。
2016年5月27日にアポロ・シアターで開幕したL・P・ハートレー原作のウエスト・エンド・ミュージカル『恋』に出演した。2018年、ベンジャミン・ブリテンの『ノアの洪水 (オペラ)』60周年記念公演に神の声役で出演した。BBCラジオ3のインタビューで若い頃ブリテンにとても世話になったと語った。

## 結婚生活
1965年にパリで女優のガブリエル・ルイス（Gabrielle Lewis）と結婚。娘2人、エマ（Emma、1966年生）、ルーシー（Lucy、1968年生）を授かるが、1975年に離婚。以後、クロフォードは再婚していない。

## コメディー
ミュージカルに出演するまでは、コメディー俳優としてコメディ・ドラマに出演していた。

## ミュージカル
1986年『オペラ座の怪人』にて初代ファントムとして、オリジナルロンドンキャスト、オリジナルブロードウェイキャストを務める。
- 『ウーマン・イン・ホワイト』（2004年、ロンドン公演） - フォスコ伯爵役
- 『ダンス・オブ・ヴァンパイア』（2002年、ブロードウェイ公演） - クロロック伯爵役

## 映画
- 『戦う翼』（1962年） - ジュニア軍曹役
- 『ナック』（1965年） - コリン役
- 『ジョン・レノンの 僕の戦争』（1967年） - グッドボディ中尉役
- 『ハロー・ドーリー!』（1969年） - コーネリアス・ハックル役
- 『不思議の国のアリス』（1972年） - 白ウサギ役
- 『ウォーリー』（2008年） - 上記の映画『ハロー・ドーリー!』の映像、音声（楽曲）が使用されている。

## 賞歴
バーナム ロンドン公演（1981年）
- ローレンス・オリヴィエ賞 ミュージカル主演男優賞受賞

オペラ座の怪人 （ブロードウェイ公演）
- ローレンス・オリヴィエ賞 ミュージカル主演男優賞受賞（1986年）
- トニー賞 ミュージカル主演男優賞受賞（1988年）

- 大英帝国勲章 オフィサー（OBE） - 1988年
- 大英帝国勲章 コマンダー（CBE） - 2014年